# Riksföreningen Sverige–Tyskland
Riksföreningen Sverige–Tyskland var en svensk kulturförening med flertalet pronazistiska medlemmar, bildad i december 1937 i Lund.  Riksföreningens uttalade syfte att "på rent svenskt grundval, utan ställningstagande i partipolitiken, verka för ett rättvist bedömande av det nya Tyskland" med tillägget att detta inte innebar "drivande av nationalsocialistisk propaganda" utan endast en strävan att förhindra "en ohjälplig söndring mellan tvenne stambefryndade folk".

## Bakgrund
Sedan Adolf Hitler blivit Tysklands rikskansler i januari 1933 kom debattörer med lundensisk anknytning att spela en betydelsefull roll i den svenska debatten.
Publicisten Torgny Segerstedt i Göteborgs Handels- och Sjöfartstidning tog från början tydlig ställning mot nazismen. Detsamma gjorde lundaprofessorn i filosofi Hans Larsson. Den inflytelserika litteraturprofessorn och ledamoten av Svenska Akademien Fredrik Böök beundrade däremot den nya regimen med beskrivningen av Hitler som Europas räddare, och "de handlingskraftiga tyskarna" hyllades av Lundagårdsredaktören Åke Ohlmarks. 
Teologiprofessorn Hugo Odeberg talade 1937 om judefrågan på Nationella Studentklubben och visade stor förståelse för den etniska rensning som inletts i Tyskland, bland annat konstaterade han att "en nation bör inte finna sig i ett obehörigt judiskt inflytande". Mötet var välbesökt och refererades positivt i Lunds Dagblad. Odeberg blev fyra år senare ordförande för Riksföreningen Sverige-Tyskland, och var mellan 1941 och 1945 redaktör för föreningens tidning Sverige-Tyskland.

## Föreningens initiativtagare
Bland initiativtagarna fanns flera lundaakademiker som professor emeritus i praktisk filosofi Efraim Liljeqvist, professor emeritus Ivar Broman, professorn i historia Gottfrid Carlsson, professorn i genetik Herman Nilsson-Ehle och docenten i folklivsforskning Carl Wilhelm von Sydow.

## Verksamhet
Riksföreningen Sverige-Tyskland satsade främst på att ge ut den månatliga tidskriften Sverige-Tyskland, som började utges våren 1938. Tidningen utkom regelbundet fram till 1945 samt därefter mer sporadiskt fram till 1958. Tidningens ansvariga utgivare var H. Nilsson-Ehle (1938:1), P. E. Liljeqvist (1938:2-1941:5), Hugo Odeberg (1941:6-1945:3), J. S. Johnsson (1945:4-1950, 1954:2-1958) och S. Jonsson (1953).

## Medlemmar och politisk framtoning
Över 5 000 personer var medlemmar i Riksföreningen Sverige-Tyskland. Av dessa uttryckte många pronazistiska åsikter, men andra skäl till medlemskap förekom, exempelvis affärsmässiga, och ett medlemskap var inte i sig ett pronazistiskt ställningstagande.  Många svenska kulturpersonligheter var medlemmar såsom Carl Milles och Sven Hedin.
Två medlemmar i föreningen, Björn Frithiofsson Holmgren och Edvard Lithander, var riksdagsledamöter för Högerpartiet (nuvarande Moderaterna).
Vid säkerhetspolisens undersökning 1940 av officerare med nazistsympatier räknades medlemmar i Riksföreningen med i gruppen nazistsympatisörer.

## Ordförandelängd
- 1937–1939 – Herman Nilsson-Ehle[4]
- 1939–1941 – Efraim Liljeqvist[4]
- 1941–1943 – Hugo Odeberg[5]